# Peyraube
Peyraube é uma comuna francesa na região administrativa de Occitânia, no departamento dos Altos Pirenéus. Estende-se por uma área de 3,46 km². Em 2010 a comuna tinha 165 habitantes (densidade: 47,7 hab./km²).